# Schlüsselgerät D

Logo des Herstellers S&H

Das Schlüsselgerät D (auch genannt: Schlüsselmaschine Dora) war ein  elektromechanisches Chiffriergerät aus den 1950er-Jahren. Es nutzte Relaistechnik und basierte auf dem kryptographisch sicheren Einmalschlüssel-Verfahren (englisch One-Time-Pad), kurz OTP. Hersteller war Siemens & Halske (S&H) in München.

## Vorgeschichte
Eingeführt im Jahr 1957, kann das Schlüsselgerät D als direkter Nachfolger der Schlüsselfernschreibmaschine T43 (SFM) aus dem Zweiten Weltkrieg (1939–1945) aufgefasst werden. Sie basierte ebenfalls auf dem Einmalschlüssel-Verfahren. Auch diese war von S&H entwickelt worden und wurde ab 1943 von der deutschen Wehrmacht, insbesondere von der Kriegsmarine und der Luftwaffe, unter dem Decknamen „Sägefisch“ eingesetzt. Britische Codebreaker im englischen Bletchley Park (B.P.) hatten ihr den Decknamen „Thrasher“ (deutsch wörtlich „Drescherhai“) gegeben.

## Zweck
Wie die SFM diente auch das Schlüsselgerät D dazu, verschlüsselte Funkfernschreibverbindungen zu ermöglichen. Ergänzt wurde das Schlüsselgerät, das im Wesentlichen einen kryptologischen Mischer verkörperte, durch einen Lochstreifenleser, ebenfalls von S&H, mit zwei Abtastköpfen (Doppelbandleser) sowie eine geeignete Fernschreibmaschine.

## Schlüsselgerätesatz D

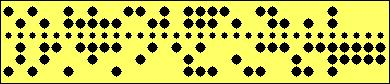
Ausschnitt aus einem typischen Lochstreifen

Die Zusammenstellung von Schlüsselgerät D mit dem Doppelbandleser und einem Fernschreiber wurde als Schlüsselgerätesatz bezeichnet. Dabei kamen als Fernschreiber insbesondere drei Gerätemodelle von S&H in Frage:
- der Blattschreiber T37,
- der Streifenschreiber T68 und
- der Blattschreiber T100

Der Doppelbandleser diente einerseits zur Abtastung des Schlüsselstreifens, wobei dieser stets durch den hinteren Abtastkopf gelesen wurde. Andererseits wurde im Fall des Verschlüsselns der Lochstreifen mit dem Klartext durch den vorderen Kopf gelesen. Im Fall des Entschlüsselns wurde hier der Lochstreifen mit dem von der Gegenstelle empfangenen Geheimtext eingegeben. Der wiedergewonnene Klartext wurde dann über den Fernschreiber ausgedruckt.